# جوين توماس
جوين توماس (بالإنجليزية: Gwyn Thomas)‏ (26 سبتمبر 1957 بسوانزي في المملكة المتحدة - ) هو مدرب كرة قدم ولاعب كرة قدم بريطاني في مركز الوسط. لعب مع ليدز يونايتد وWest End F.C. ‏.

## وصلات خارجية
- جوين توماس على موقع قاعدة بيانات كرة القدم.إي يو (الإنجليزية)